# Cleistochloa
Cleistochloa es un género de plantas herbáceas perteneciente a la familia de las poáceas. Es originario de Australia. Comprende cinco especies descritas y tres aceptadas.

## Taxonomía
El género fue descrito por Charles Edward Hubbard y publicado en Hooker's Icones Plantarum 33: t. 3209. 1933. La especie tipo es: Cleistochloa subjuncea C.E. Hubb.

## Especies aceptadas
A continuación se brinda un listado de las especies del género Cleistochloa aceptadas hasta abril de 2014, ordenadas alfabéticamente. Para cada una se indica el nombre binomial seguido del autor, abreviado según las convenciones y usos. 
- Cleistochloa rigida (S.T.Blake) R.D.Webster
- Cleistochloa sclerachne (F.M.Bailey) C.E.Hubb.
- Cleistochloa subjuncea C.E. Hubb.